# Ruba Ghazal

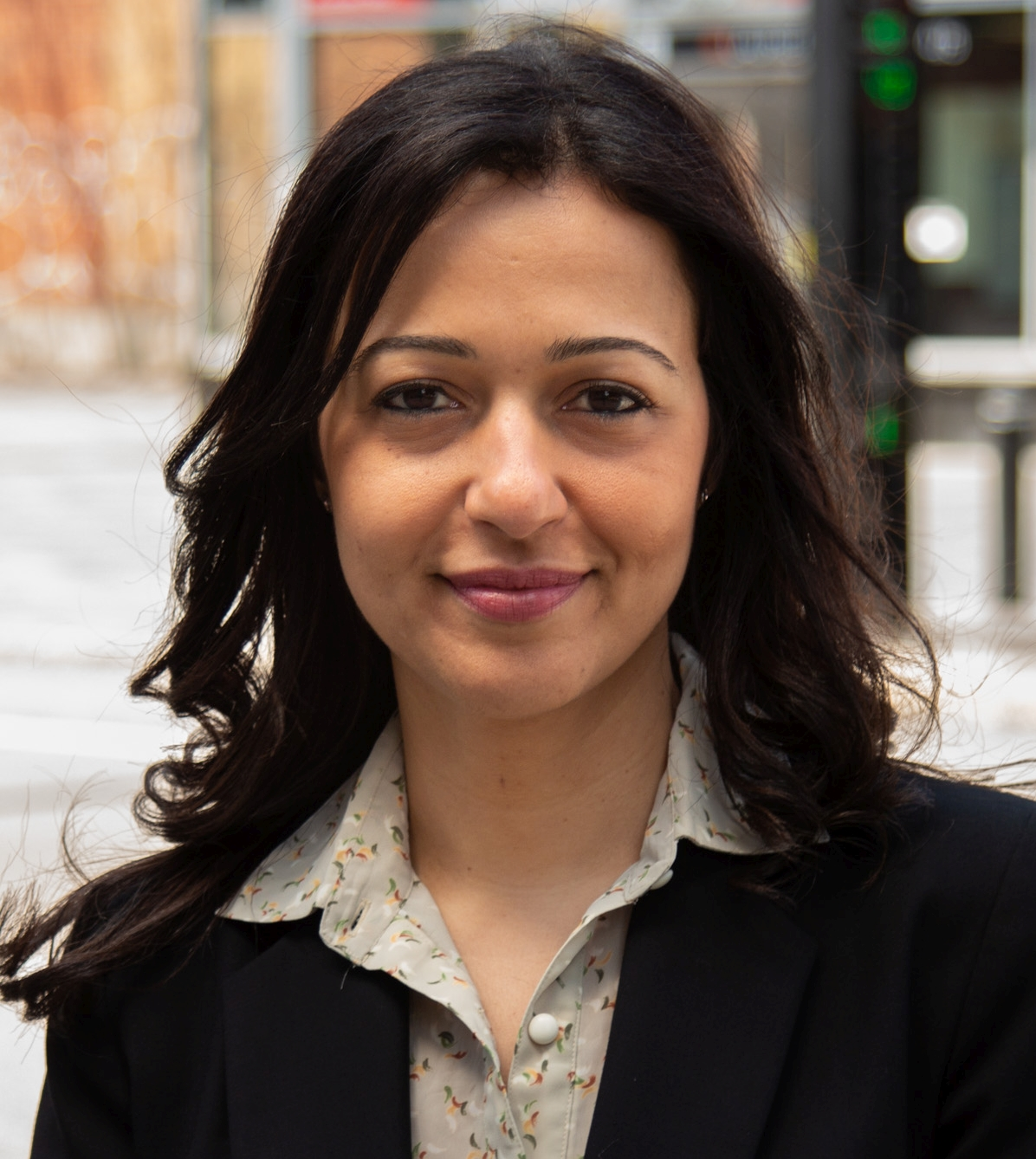
Ruba Ghazal (2018)

Ruba Ghazal (* 6. Dezember 1977 in Beirut) ist eine kanadische Politikerin, die seit dem 16. November 2024 Parteivorsitzende der Québec solidaire (QS) ist. Seit dem 18. Oktober 2018 ist sie Abgeordnete im Nationalversammlung von Québec für den Wahlkreis Mercier.

## Frühes Leben
Ghazal wurde am 6. Dezember 1977 in Beirut, Libanon, in eine Familie palästinensischer Flüchtlinge geboren. Sie lebte bis zu ihrem zehnten Lebensjahr in den Vereinigte Arabische Emirate, dann wanderte ihre Familie nach Québec in Kanada aus. Sie erwarb im Jahr 2000 einen Bachelorabschluss in Betriebswirtschaftslehre an der HEC Montréal und im Jahr 2003 einen Masterabschluss in Umweltwissenschaften an der Université de Sherbrooke. Bevor sie ihre politische Karriere begann, arbeitete sie als Umweltberaterin für Unternehmen.

## Politische Karriere
Ghazal war 2006 Gründungsmitglied der politischen Partei Québec solidaire. Bei den Provinzwahlen 2007 und 2008 war sie Kandidatin der Partei für den Wahlkreis Laurier-Dorion, wurde jedoch nicht gewählt. Bei der Wahl 2018 wurde sie mit 15.919 Stimmen (54,50 %) in die Nationalversammlung von Québec im Wahlkreis Mercier gewählt. Sie trat die Nachfolge des ehemaligen Vorsitzenden der Québec solidaire, Amir Khadir, als Abgeordnete für Mercier an. Bei der Provinzwahl 2024 wurde sie mit 53,92 % der Stimmen wiedergewählt.
Im Jahr 2023 kandidierte sie für den Parteivorsitz. Beim Parteitag 2023 erhielt sie 49,7 % der Stimmen und unterlag knapp Émilise Lessard-Therrien. Als Lessard-Therrien 2024 aus gesundheitlichen Gründen zurücktrat, kandidierte Ghazal erneut für den Parteivorsitz. Diesmal war sie die einzige Kandidatin und wurde am 16. November 2024 von den Parteimitgliedern als Vorsitzende bestätigt. Anschließend fungierte sie bis zu seinem Rücktritt im Jahr 2025 neben Gabriel Nadeau-Dubois als Parteivorsitzende.
Ghazal ist ein Kritiker Israels im israelisch-palästinensischer Konflikt. Im Jahr 2021 lehnte sie Kanadas Bewerbung um einen Sitz im Sicherheitsrat der Vereinten Nationen aufgrund der Haltung der Föderalregierung zum Konflikt ab.